# Hervé Lord
Hervé Lord es un jugador de hockey sobre trineo de hielo canadiense.

## Biografía
Lord nació el 3 de marzo de 1958 en Saint-Pamphile, Quebec, Canadá. 

## Carrera
En su participación en Juegos Paralímpicos, ha ganado numerosas medallas como miembro del equipo canadiense, incluyendo bronce (1994), plata (1998) y oro (2006). También compitió con equipos que terminaron en cuarto lugar en los Juegos de 2002 y 2010.
Hizo el juramento de los atletas en nombre de todos los competidores en los Juegos Paralímpicos de Invierno de 2010 en Vancouver. Anunció su retiro del equipo el 7 de septiembre de 2010 (junto con el capitán Jean Labonte, Todd Nicholson y el portero Paul Rosen). También participó en la Cumbre del Soldado en el Deporte Paralímpico en la Universidad de Carleton en mayo de 2008, un esfuerzo por ayudar a los militares canadienses a recuperarse de las lesiones debilitantes que resultan en una discapacidad permanente.

## Estadísticas

### Hockey Canadá
Todos los datos provienen de la misma fuente.
| Año  | Evento                                       | GP | G   | A | PTS | PIM |
| 2007 | Campeonatos mundiales de hockey sobre trineo | 4  | 0   | 1 | 1   | 6   |
| 2008 | Campeonatos mundiales de hockey sobre trineo | 4  | 1   | 1 | 2   | 8   |
| 2009 | Campeonatos mundiales de hockey sobre trineo | 4  | 0 0 | 1 | 1   | 2   |

## Premios y honores
- Premio al Logro Sobresaliente de King Clancy, Juegos Paralímpicos de 2006[5]
- Torneo All-Star team, Copa del Mundo de 1992